# ネオバラ3
『ネオバラ3』は、2017年4月4日（3日深夜）から2020年9月24日（23日深夜）までテレビ朝日で放送されていた深夜番組枠の名称である。

## 概要
これまで火 - 金曜2時台（月 - 木曜26時台）には帯番組『お願い!ランキング・2部』が放送されていたが、2017年4月改編でこれを終了させ、月 - 木曜23:15 - 翌0:15の『ネオバラエティ』、火 - 金曜1:26 - 1:56（月 - 木曜深夜）の『ネオバラ2』に続き、新たなバラエティ番組枠を設置することとなった。
2017年10月より、木曜版は、原則毎月最終木曜の翌日金曜日は『無料屋』（0:50 - 2:45）を放送のため、休止となる。
2018年秋の改編で『お願い!ランキング』が5分繰り下げ・2分縮小と同時に、『ネオバラ2』と共に3分繰り下がったが、2019年秋の改編で3分繰り上がり、元に戻る。
2020年秋の大改編で、火 - 土曜2時台（月 - 金曜26時台）に20分番組の3本構成（土曜のみ2本）で放送される『バラバラ大作戦』が開始されるため、2020年9月をもって終了。

## 番組の移り変わり
| 放送期間               | 月曜版                       | 火曜版            | 水曜版                                     | 木曜版                  |
| ---------------------- | ---------------------------- | ----------------- | ------------------------------------------ | ----------------------- |
| 2017年04月 - 2017年9月 | キタイチ                     | 絶対!カズレーザー | 笑×演                                      | 発注歓迎!リベンジャーズ |
| 2017年10月 - 2018年3月 | キタイチ                     | 張り紙パイレーツ! | 笑×演                                      | ※注 芸人調べ            |
| 2018年04月 - 2018年9月 | キタイチ                     | 家事ヤロウ!!!     | 運命のひと押し 〜ここで印鑑を押しますか?〜 | ※注 芸人調べ            |
| 2018年10月 - 2019年3月 | キタイチ                     | 家事ヤロウ!!!     | アナ行き!                                  | ※注 芸人調べ            |
| 2019年04月 - 2019年6月 | テレビ千鳥                   | 川柳居酒屋なつみ  | ヤバイかスゴイか カミヒトエ!               | 霜降りバラエティ        |
| 2019年07月 - 2019年9月 | テレビ千鳥                   | 川柳居酒屋なつみ  | ヤバい話のHowMuch? 〜ヤバい法律相談〜      | 霜降りバラエティ        |
| 2019年10月 - 2020年3月 | テレビ千鳥                   | 川柳居酒屋なつみ  | ラストアイドル 〜ラスアイ、よろしく!〜     | 霜降りバラエティ        |
| 2020年04月 - 2020年9月 | あの人が『いいね』した一般人 | 川柳居酒屋なつみ  | ラストアイドル 〜ラスアイ、よろしく!〜     | 霜降りバラエティ        |

## 枠移動

### 当枠から他枠へ
- イッテンモノ - 2017年8月26日より『キタイチ』枠から独立、日曜0:30 - 1:00（土曜深夜）で放送。2017年10月より木曜0:15 - 0:45（水曜深夜）に移動。
- 家事ヤロウ!!! - 2019年4月より木曜0:20 - 0:50（水曜深夜）に移動。同年10月より水曜23:15 - 翌0:15に移動。
- ヤバイかスゴイか カミヒトエ! - 番組名を「かみひとえ」と改題し2019年7月より月曜23:20 - 翌0:20に移動。
- テレビ千鳥 - 2020年4月より水曜0:15 - 0:45（火曜深夜）に移動。同年10月より日曜22:25 - 22:55に移動。
- あの人が『いいね』した一般人 - いいねの森にリニューアルの上、木曜0:15 - 0:45（水曜深夜）に移動。
- 川柳居酒屋なつみ - 2020年10月改編により毎月第4土曜日の0時50分 - 1時20分（金曜日深夜）に移動。第1〜3週はABEMAで配信。
- ラストアイドル〜ラスアイ、よろしく!〜 - 2020年10月改編により土曜1:20 - 1:50（金曜深夜）に移動。
- 霜降りバラエティ - 2020年10月改編により水曜0:15 - 0:45（火曜深夜）に移動。

### 他枠から当枠へ
- 発注歓迎!リベンジャーズ - 2017年4月に日曜3:30 - 4:00（土曜深夜）から移動。
- ラストアイドル - 番組名を「ラストアイドル〜ラスアイ、よろしく!〜」に改題の上、2019年10月に日曜0:10 - 0:35（土曜深夜）から移動。